# Calcio agli Island Games 2007 - Torneo maschile
Il torneo di calcio maschile agli Island Games 2007, che si sono svolti a Rodi, fu la decima edizione della competizione. I 21 incontri si svolsero tra il 30 giugno ed il 6 luglio 2007 e videro la vittoria finale dalla Selezione di calcio di Gibilterra, che batté in finale Rodi 4-0.

## Formato
Fu giocato da 11 squadre, suddivise in quattro gruppi, tre da tre squadre ciascuno ed uno da due. Il torneo era organizzato in due fasi: la prima prevedeva un girone all'italiana con gare di sola andata, escluso il Gruppo D dove le due squadre si affrontarono due volte. Nella seconda fase una serie di scontri diretti in base alla posizione in classifica, decisero i piazzamenti dall'undicesimo al primo posto.

## Partecipanti
- Isole Åland
- Bermuda
- Rodi
- Jersey
- Minorca
- Anglesey

- Frøya
- Gibilterra
- Saaremaa
- Ebridi Esterne
- Gotland

## Città e stadi
Gli stadi scelti per ospitare le gare della competizione furono:
| Città       | Stadio              | Capacità |
| ----------- | ------------------- | -------- |
| Rodi        | Diagoras Stadium    | -        |
| Petaloudon  | Maritsa Stadium     | -        |
| Atvirou     | Ebonas Stadium      | -        |
| Calitea     | Kalithies Stadium   | -        |
| Ialyssos    | Ialyssos Stadium    | -        |
| Archangelos | Archangelos Stadium | -        |
| Petaloudon  | Paradisi Stadium    | -        |

## Competizione

### Fase a gruppi

#### Gruppo A
| Squadra    | P.ti | G | V | P | S | GF | GS | DR |
| ---------- | ---- | - | - | - | - | -- | -- | -- |
| Gibilterra | 4    | 2 | 1 | 1 | 0 | 3  | 2  | +1 |
| Jersey     | 4    | 2 | 1 | 1 | 0 | 2  | 1  | +1 |
| Minorca    | 0    | 2 | 0 | 0 | 2 | 1  | 3  | -2 |

| Calitea 30 giugno 2007, ore 10:00 | Minorca | 0 – 1 | Jersey | Kalithies Stadium |

| Ialyssos 1º luglio 2007, ore 10:00 | Jersey | 1 – 1 | Gibilterra | Ialyssos Stadium |

| Atvirou 2 luglio 2007, ore 17:00 | Gibilterra | 2 – 1 | Minorca | Ebonas Stadium |

#### Gruppo B
| Squadra     | P.ti | G | V | P | S | GF | GS | DR |
| ----------- | ---- | - | - | - | - | -- | -- | -- |
| Bermuda     | 3    | 2 | 1 | 0 | 1 | 3  | 2  | +1 |
| Isole Åland | 3    | 2 | 1 | 0 | 1 | 4  | 4  | 0  |
| Anglesey    | 3    | 2 | 1 | 0 | 1 | 4  | 5  | -1 |

| Petaloudon 30 giugno 2007, ore 10:00 | Bermuda | 1 – 2 | Anglesey | Maritsa Stadium |

| Rodi 1º luglio 2007, ore 10:00 | Isole Åland | 0 – 2 | Bermuda | Diagoras Stadium |

| Archangelos 2 luglio 2007, ore 18:00 | Anglesey | 2 – 4 | Isole Åland | Archangelos Stadium |

#### Gruppo C
| Squadra  | P.ti | G | V | P | S | GF | GS | DR |
| -------- | ---- | - | - | - | - | -- | -- | -- |
| Rodi     | 6    | 2 | 2 | 0 | 0 | 5  | 1  | +4 |
| Frøya    | 3    | 2 | 1 | 0 | 1 | 4  | 5  | -1 |
| Saaremaa | 0    | 2 | 0 | 0 | 2 | 2  | 5  | -3 |

| Rodi 30 giugno 2007, ore 10:00 | Rodi | 2 – 0 | Saaremaa | Diagoras Stadium |

| Petaloudon 1º luglio 2007, ore 18:00 | Frøya | 1 – 3 | Rodi | Paradisi Stadium |

| Calitea 2 luglio 2007, ore 18:00 | Saaremaa | 2 – 3 | Frøya | Kalithies Stadium |

#### Gruppo D
| Squadra        | P.ti | G | V | P | S | GF | GS | DR |
| -------------- | ---- | - | - | - | - | -- | -- | -- |
| Ebridi Esterne | 6    | 2 | 2 | 0 | 0 | 5  | 2  | +3 |
| Gotland        | 0    | 2 | 0 | 0 | 2 | 2  | 5  | -3 |

| Archangelos 1º luglio 2007, ore 18:00 | Ebridi Esterne | 2 – 1 | Gotland | Archangelos Stadium |

| Petaloudon 2 luglio 2007, ore 17:00 | Gotland | 1 – 3 | Ebridi Esterne | Paradisi Stadium |

### Fase finale

#### Finali 9º-11º posto

##### Semifinale
- La perdente si classifica undicesima

| Archangelos 4 luglio 2007, ore 10:00 | Minorca | 6 – 1 | Anglesey | Archangelos Stadium |

##### Finale 9º-10º posto
| Ialyssos 5 luglio 2007, ore 10:00 | Minorca | 4 – 1 | Saaremaa | Ialyssos Stadium |

#### Finali 5º-8º posto

##### Semifinali
| Ialyssos 4 luglio 2007, ore 10:00 | Jersey | 1 – 0 | Isole Åland | Ialyssos Stadium |

| Petaloudon 4 luglio 2007, ore 10:00 | Frøya | 0 – 3 | Gotland | Maritsa Stadium |

##### Finale 7º-8º posto
| Calitea 5 luglio 2007, ore 10:00 | Isole Åland | 3 – 1 | Frøya | Kalithies Stadium |

##### Finale 5º-6º posto
| Atvirou 5 luglio 2007, ore 17:00 | Jersey | 1 – 0 | Gotland | Ebonas Stadium |

#### Finali 1º-4º posto

##### Semifinali
| Rodi 4 luglio 2007, ore 17:00 | Gibilterra | 2 – 0 | Bermuda | Diagoras Stadium |

| Petaloudon 4 luglio 2007, ore 17:00 | Rodi | 1 – 0 | Ebridi Esterne | Paradisi Stadium |

##### Finale 3º-4º posto
| Petaloudon 5 luglio 2007, ore 17:00 | Bermuda | 0 – 1 | Ebridi Esterne | Maritsa Stadium |

### Finale
| Rodi 6 luglio 2007, ore 16:30 | Gibilterra | 4 – 0 referto | Rodi | Diagoras Stadium |

## Campione
GIBILTERRA
(Primo titolo)

### Classifica finale
| Pos | Paese          | Medaglia |
| --- | -------------- | -------- |
| 1   | Gibilterra     | Oro      |
| 2   | Rodi           | Argento  |
| 3   | Ebridi Esterne | Bronzo   |
| 4   | Bermuda        |          |
| 5   | Jersey         |          |
| 6   | Gotland        |          |
| 7   | Isole Åland    |          |
| 8   | Frøya          |          |
| 9   | Minorca        |          |
| 10  | Saaremaa       |          |
| 11  | Anglesey       |          |